# Pseudoflustra
Pseudoflustra is een mosdiertjesgeslacht uit de  familie van de Smittinidae en de orde Cheilostomatida

## Soorten
- Pseudoflustra anderssoni Kluge, 1946
- Pseudoflustra aviculata (Calvet, 1906)
- Pseudoflustra birulai Kluge, 1929
- Pseudoflustra hincksi Kluge, 1946
- Pseudoflustra minima Hayward, 1994
- Pseudoflustra perrieri (Jullien, 1882)
- Pseudoflustra radeki Kukliński, Taylor, Denisenko & Berning, 2013
- Pseudoflustra reticulata Souto, 2019
- Pseudoflustra sinuosa (Andersson, 1902)
- Pseudoflustra solida (Stimpson, 1854)
- Pseudoflustra virgula Hayward, 1994